# Holiday (bài hát của Green Day)
"Holiday" là một bài hát biểu tình phản chiến của ban nhạc rock người Mỹ Green Day. Đây là đĩa đơn thứ ba được phát hành từ album phòng thu thứ bảy của nhóm mang tên American Idiot, và cũng là bài thứ ba của album. Ca khúc được sáng tác ở khóa Fa thứ. Tuy ca khúc là nội dung tiền truyện của "Boulevard of Broken Dreams", "Holiday" lại được phát hành đĩa đơn muộn hơn vào ngày 14 tháng 3 năm 2005 (ngày phát hành của "Boulevard of Broken Dreams" là 29 tháng 11 năm 2004).
Ca khúc gặt hái độ phổ biến đáng kể khắp thế giới và có màn thể hiện khá tốt trên các bảng xếp hạng. Tại Hoa Kỳ, tác phẩm đạt vị trí thứ 19 trên Billboard Hot 100, nắm ngôi quán quân trên Hot Modern Rock Tracks và Hot Mainstream Rock Tracks. Bài hát ra mắt ở vị trí thứ 11 tại Anh Quốc và lọt top 20 ở Canada, Đan Mạch, Ireland, New Zealand và Na Uy.

## Hoàn cảnh ra đời
"Holiday" là một trong hai ca khúc rõ ràng chính trị trong album (bài kia là đĩa đơn "American Idiot"), tác phẩm mất hai tháng để hoàn thành khâu sáng tác, vì Armstrong liên tục thấy phần lời của mình chưa đủ tốt. Nhờ sự khích lệ của Cavallo, anh đã hoàn thành ca khúc. "Holiday" được lấy cảm hứng từ nhạc của Bob Dylan. Armstrong muốn sáng tác một bài dữ dội hơn cả "American Idiot", với ngôn từ gay gắt để khắc họa quan điểm của mình. Ca khúc nhắm vào chủ nghĩa bảo thủ ở Hoa Kỳ. Armstrong thấy rằng các chính trị gia của Đảng Cộng hòa "có mưu mô" khi xa lánh một nhóm người—ví dụ như cộng đồng người đồng tính—để mua phiếu của nhóm người khác. Sau đó anh miêu tả tác phẩm như một phát ngôn "đồ khốn" ("fuck you") nói thẳng vào mặt Tổng thống đương nhiệm lúc ấy là George W. Bush. Lần đầu tiên, Armstrong tưởng tượng cách anh trình bày ca khúc mà mình đang sáng tác, và hình dung xem ra khán giả sẽ phản ứng ra sao trước câu hát "Can I get another Amen?" Armstrong hi vọng đoạn bridge của ca khúc sẽ "méo mó nhất có thể," và xây dựng đoạn nhạc thành "cơn ác mộng tồi tệ nhất của chính trị gia."
Điệp khúc của bài—"This is our lives on holiday"—có ý đồ phản ánh sự thờ ơ trung bình của người Mỹ trước những vấn đề ngày nay. Armstrong miêu tả ca khúc "đây không phải bài chống Mỹ, mà là bài phản chiến."

## Video âm nhạc
Nửa đầu của video diễn ra trên một chiếc xe hơi (xe mui trần Mercury Monterey đời năm 1968), Billie Joe Armstrong, Mike Dirnt và Tré Cool đang cưỡi chiếc xe này đi tiệc tùng khắp nơi ở Las Vegas. Ở nửa sau video, họ đang vui đùa trong quán bar, từng thành viên hóa thân thành một số nhân vật khác nhau. Billie Joe Armstrong thủ vai Đại diện của California, hai vị khách đang ẩu đả, một nghệ sĩ punk rock và một tay mọt sách. Tré Cool vào vai một linh mục say xỉn, một vị khách bị bắt và gái mại dâm. Mike Dirnt hóa thân thành người pha chế đồ uống, một nghệ sĩ punk khác và cảnh sát. Ngoài ra còn có những cảnh các vũ công căng-căng dường như kiệt quệ về mặt tinh thần. Ở cuối video, chiếc xe dừng chân và bốc khói ở cánh đồng nơi sẽ bắt đầu bài "Boulevard of Broken Dreams". Như video của "Boulevard of Broken Dreams", video này do Samuel Bayer làm đạo diễn.
Ban nhạc đã cưỡi chính chiếc xe này đến giải Video âm nhạc của MTV 2005, lần này chiếc xe do James Washburn (một người bạn của ban nhạc) "tài trợ".

## Trình diễn trực tiếp
"Holiday" đã được đưa vào danh sách tiết mục của nhiều tour hòa nhạc của Green Day, một số tour ban nhạc đã diễn toàn bộ album American Idiot để quảng bá nhạc phẩm. Bài hát được đưa vào danh sách tiết mục của Revolution Radio Tour vào năm 2016, ở sự kiện này lời ca khúc đã bị sửa để phản đối chiến dịch bầu cử tổng thống của Donald Trump. Sau đó bài được đưa vào danh sách tiết mục của Hella Mega Tour - một tour hòa nhạc có sự góp mặt của Green Day, Fall Out Boy và Weezer bắt đầu vào năm 2021. Sau đấy bài hát được đưa vào danh sách tiết mục của Saviors Tour, cùng những bài còn lại trong album American Idiot.

## Danh sách ca khúc
| UK CD1 and European CD single | UK CD1 and European CD single | UK CD1 and European CD single |
| STT                           | Nhan đề                       | Thời lượng                    |
| ----------------------------- | ----------------------------- | ----------------------------- |
| 1.                            | "Holiday"                     | 3:52                          |
| 2.                            | "Minority" (trực tiếp)        | 6:01                          |

| UK CD2 and Australian CD single | UK CD2 and Australian CD single          | UK CD2 and Australian CD single |
| STT                             | Nhan đề                                  | Thời lượng                      |
| ------------------------------- | ---------------------------------------- | ------------------------------- |
| 1.                              | "Holiday"                                | 3:52                            |
| 2.                              | "Holiday" (trực tiếp)                    | 4:06                            |
| 3.                              | "Boulevard of Broken Dreams" (trực tiếp) | 4:24                            |

UK 7-inch picture disc
| Mặt A | Mặt A     | Mặt A      |
| STT   | Nhan đề   | Thời lượng |
| ----- | --------- | ---------- |
| 1.    | "Holiday" | 3:53       |

| Mặt B | Mặt B                  | Mặt B      |
| STT   | Nhan đề                | Thời lượng |
| ----- | ---------------------- | ---------- |
| 1.    | "Minority" (trực tiếp) | 6:01       |

## Đội ngũ sản xuất
Đội ngũ sản xuất được lấy từ các dòng ghi chú của đĩa UK-European CD1.
- Green Day – sản xuất, phần nhạc
  - Billie Joe Armstrong – guitar, hát chính, viết lời
  - Mike Dirnt – guitar bass, hát bè
  - Tré Cool – trống
- Rob Cavallo – sản xuất
- Doug McKean – kỹ sư thu âm
- Chris Lord-Alge – trộn âm
- Chris Bilheimer – chỉ đạo nghệ thuật
- Marina Chavez – chụp ảnh ban nhạc

## Xếp hạng
| Xếp hạng (2005–2006)                    | Vị trí cao nhất |
| --------------------------------------- | --------------- |
| Úc (ARIA)                               | 24              |
| Áo (Ö3 Austria Top 40)                  | 45              |
| Canada CHR/Pop Top 30 (Radio & Records) | 15              |
| Canada Hot AC Top 30 (Radio & Records)  | 13              |
| Canada Rock Top 30 (Radio & Records)    | 2               |
| Cộng hòa Séc (Rádio Top 100)            | 81              |
| Đan Mạch (Tracklisten)                  | 14              |
| Đức (GfK)                               | 50              |
| Hungary (Dance Top 40)                  | 31              |
| Ireland (IRMA)                          | 13              |
| Netherlands (Dutch Top 40 Tipparade)    | 8               |
| New Zealand (Recorded Music NZ)         | 13              |
| Na Uy (VG-lista)                        | 19              |
| Scotland (OCC)                          | 12              |
| Thụy Điển (Sverigetopplistan)           | 25              |
| Thụy Sĩ (Schweizer Hitparade)           | 44              |
| Anh Quốc (OCC)                          | 11              |
| Anh Quốc Rock and Metal (OCC)           | 1               |
| Hoa Kỳ Billboard Hot 100                | 19              |
| Hoa Kỳ Adult Pop Airplay (Billboard)    | 5               |
| Hoa Kỳ Alternative Songs (Billboard)    | 1               |
| Hoa Kỳ Mainstream Rock (Billboard)      | 1               |
| Hoa Kỳ Pop Airplay (Billboard)          | 13              |
| US Pop 100 (Billboard)                  | 18              |

| Xếp hạng (2024)                | Vị trí cao nhất |
| ------------------------------ | --------------- |
| Japan Hot Overseas (Billboard) | 20              |

| Xếp hạng (2005)                   | Vị trí |
| --------------------------------- | ------ |
| UK Singles (OCC)                  | 188    |
| US Billboard Hot 100              | 39     |
| US Adult Top 40 (Billboard)       | 21     |
| US Mainstream Top 40 (Billboard)  | 50     |
| US Modern Rock Tracks (Billboard) | 7      |

## Chứng nhận
| Quốc gia                                                                                             | Chứng nhận  | Số đơn vị/doanh số chứng nhận |
| --- | ----------- | ----------------------------- |
| Canada (Music Canada)                                                                                | 3× Bạch kim | 240.000‡                      |
| Ý (FIMI)                                                                                             | Bạch kim    | 100.000‡                      |
| Tây Ban Nha (PROMUSICAE)                                                                             | Vàng        | 30.000‡                       |
| Anh Quốc (BPI)                                                                                       | Vàng        | 400.000‡                      |
| Anh Quốc (BPI) "Holiday" / "Boulevard of Broken Dreams"                                              | Vàng        | 400.000‡                      |
| Hoa Kỳ (RIAA)                                                                                        | Bạch kim    | 1.000.000*                    |
| * Chứng nhận dựa theo doanh số tiêu thụ. ‡ Chứng nhận dựa theo doanh số tiêu thụ và phát trực tuyến. |             |                               |

## Lịch sử phát hành
| Khu vực                  | Ngày                | Định dạng              | Hãng thu âm | C.thích |
| ------------------------ | ------------------- | ---------------------- | ----------- | ------- |
| Vương quốc Liên hiệp Anh | 14 tháng 3 năm 2005 | CD                     | Reprise     | [ 57 ]  |
| Vương quốc Liên hiệp Anh | 14 tháng 3 năm 2005 | Tải nhạc số            | Reprise     | [ 58 ]  |
| Úc                       | 28 tháng 3 năm 2005 | CD                     | Reprise     | [ 59 ]  |
| Hoa Kỳ                   | 16 tháng 5 năm 2005 | Contemporary hit radio | Reprise     | [ 60 ]  |